# Дикинсон (Северна Дакота)
Дикинсон (енгл. Dickinson) град је у америчкој савезној држави Северна Дакота.

## Демографија
По попису из 2010. године број становника је 17.787, што је 1.777 (11,1%) становника више него 2000. године.
| Група             | 2000.          | 2010.          |
| Белци             | 15.448 (96,5%) | 16.542 (93,0%) |
| Афроамериканци    | 43 (0,3%)      | 186 (1,0%)     |
| Азијати           | 38 (0,2%)      | 262 (1,5%)     |
| Хиспаноамериканци | 168 (1,0%)     | 382 (2,1%)     |
| Укупно            | 16.010         | 17.787         |